# Neoregelia brigadeirensis
Neoregelia brigadeirensis är en gräsväxtart som beskrevs av C.C.Paula och Elton Martinez Carvalho Leme. Neoregelia brigadeirensis ingår i släktet Neoregelia och familjen Bromeliaceae. Inga underarter finns listade i Catalogue of Life.